# Archail
Archail – miejscowość i gmina we Francji, w regionie Prowansja-Alpy-Lazurowe Wybrzeże, w departamencie Alpy Górnej Prowansji.

## Demografia
Według danych na rok 1990 gminę zamieszkiwało 6 osób, a gęstość zaludnienia wynosiła 0,5 osób/km². W styczniu 2015 r. Archail zamieszkiwały 23 osoby, przy gęstości zaludnienia wynoszącej 1,8 osób/km². W okresie ostatniego ćwierćwiecza liczba mieszkańców wzrosła ponad 3,8-krotnie.